# Gheorghe Bulgăr
Gheorghe Bulgăr (n. 13 aprilie 1920, Sanislău, județul Satu Mare – d. 13 iunie 2002, București) a fost un filolog, lingvist, eminescolog și profesor universitar român.

## Biografie
La 13 aprilie 1920 se naște în comuna Sanislău, județul Satu Mare, Gheorghe Bulgăr, într-o familie de țărani înstăriți care - după mărturisirile sale de mai târziu - aveau toate cele pentru lucrul pământului și creșterea animalelor. Clasele primare le-a urmat în satul de baștină - Sanislău - iar liceul mai rău decât armata la „Emanoil Gojdu” în Oradea fiint internist la „Seminarul Tinerimei Române Unite” unde - cu 100 de ani înainte - a fost și Ioan Vancea. Aici a scris la revista liceului „Țara visurilor noastre”.
La 21 iunie 1940 Gheorghe Bulgăr își dă Bacalaureatul ca nu mult timp după aceea să fie arestat de către armata maghiară fiind transportat la Arad. Reușește să se refugieze la București unde se înscrie la facultatea de filologie, profesorii de atunci fiind printre alții: Tudor Vianu (Estetică generală), Dumitru Caracostea (Istoria Literaturii), Alexandru Rosetti (Istoria Limbii Române), Radu Zbierea (latină), Aram Frenkian (greacă) , Gheorghe Brătianu, Ion Petrovici sau N.I. Herescu.
A debutat - cu studii de lingvistică - la Revista Fundațiilor Regale condusă de Camil Petrescu urmând ca mai târziu să colaboreze intens cu secretarul de redacție Ovidiu Papadima. În acelas timp publică la Timpul și Adevărul unde articolele lui sunt foarte bine cotate atât de profesorii lui cât și de critica de specialitate a vremii. Își dă doctoratul cu lucrarea:  „Momentul Eminescu în evoluția limbii române literare”.
Imediat după terminarea facultății Gheorghe Bulgăr a fost înrolat în armată urmând ca după o scurtă instrucție să fie trimis la luptă în tranșee unde, alături de alți colegi (printre care se numără și cu doi ani mai tânărul Emil Manu), formează „Detașamentul Păuliș”. A fost la Baia-Mare între 1946 și 1949, după care va fi asistent la București, la Facultatea de Litere, pană în 1953, când va fi demis și trimis ca cercetător la Institutul de Lingvistică, timp de zece ani. Apoi intră din nou în sistemul universitar.
Profesorul Gheorghe Bulgăr, renumit eminescolog - lingvist de mare ținută - definitivează printre altele Dicționarul Limbii Române început cu Sextil Pușcariu sau dicționarul de rime Eminescu. Este apreciat în mod deosebit de  Eugen Ionescu, Tudor Vianu, Mircea Eliade sau Alain Guillermou.
A publicat peste 23 volume ca autor unic, 12 în colaborare, 7 ca redactor și colaborator, 10 prefețe și traduceri, peste 350 studii și articole publicate în volume sau reviste.
A fost profesor la universitățile franceze Sorbona (între 1965 și 1967), Lyon (1978-1980) și Bordeaux (1988-1990).
În 1980 îl întâlnim la Congresul european de la Strasbourg ca delegat al Universității din Lyon unde, pe atunci, activa ca profesor de limba română.
A decedat la 13 iunie 2002, în București și a fost înmormântat la Cimitirul Bellu.

## Din publicații
- Dicționar de arhaisme si regionalisme, vol. I-II;
- Dicționar de omonime;
- Dicționar de paronime;
- Dicționar de sinonime;
- Literatura și limbajul;
- Stil și artă literară în proza lui Mihail Diaconescu;
- De la cuvânt la metafora în variantele liricii eminesciene;
- Trei scriitori clasici: Mihail Sadoveanu, Tudor Arghezi, Mircea Eliade;
- Dicționar de teorie literară;
- Studii de stilistică și limbă literară, 1971;
- Momentul Eminescu în evoluția limbii romane literare, 1971;
- De la cuvânt la metafora în variantele liricii eminesciene, 1975;
- Eminescu: Coordonate istorice și stilistice ale operei, 1980;
- Cultură și limbaj, 1986;
- Sinteze de Limbă Română

--Christian W. Schenk (discuție) 8 iulie 2022 13:17 (EEST)
--Christian W. Schenk (discuție) 8 iulie 2022 13:17 (EEST)

## În colaborare
- Dicționar de arhaisme și regionalisme împreună cu Gheorghe Constantinescu;
- Christian W. Schenk o prezență poetică în literatura română împreună cu Emil Manu, Ed. Doris, 220 pagini ISBN 973-95885-3-0, București;
- Limbaj și artă literară în opera scriitorilor români împreună cu Marcel Crihană Editura Mondan, București, 1997;
- Eugen Simion,  Ovid. S. Crohmălniceanu, Dumitru Micu,  Marin Mincu, Gheorghe Bulgăr, Emil Manu, Ștefan Borbély, Theodor Damian, Emilian Galaicu-Păun, Ioan Lazăr, Joachim Wittstock: Eseuri critice despre Christian W. Schenk, Dionysos Boppard 2022, ISBN 9783750440746.

## Omagieri
- Din 2003 Școala Gimnazială din Sanislău îi poartă numele: Școala Gimnazială „Gheorghe Bulgăr” din Sanislău.[2]
- În curtea Școlii Gimnaziale „Gheorghe Bulgăr” din Sanislău, județul Satu Mare a fost dezvelit un bust al lui Gheorghe Bulgăr.[3]